# Arbeitsgruppe Menschenrechte

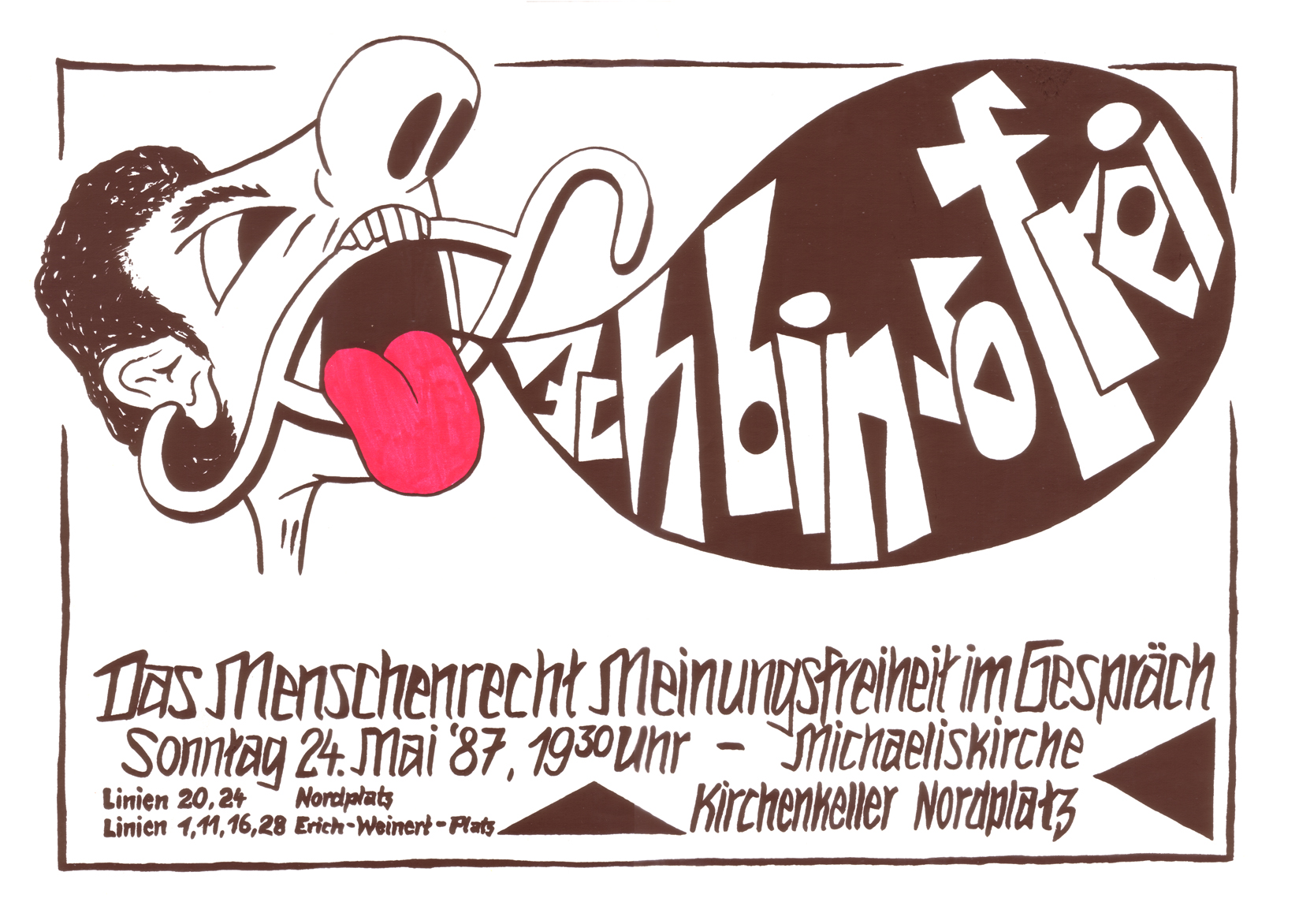
Plakat zur ersten öffentlichen Veranstaltung in Leipzig

Die Arbeitsgruppe Menschenrechte Leipzig (1986–1989) hatte es sich zur Aufgabe gestellt, Verletzungen der Menschenrechte in der DDR öffentlich zu machen sowie angesichts unverwirklichter Menschenrechte für Öffentlichkeit zu sorgen (Kurzformen: AG Menschenrechte, AGM bzw. AGM Leipzig).

## Politische Methode legalistischer Subversion
Die Regierung der DDR hatte mit der UNO-Mitgliedschaft die Allgemeine Erklärung der Menschenrechte anerkannt, im KSZE-Prozess sogar weiter gehende bürgerliche Freiheitsrechte. Von dieser Außendarstellung des DDR-Staates bezogen die subversiven Menschenrechtsgruppen den Maßstab für die Beurteilung der inneren Verhältnisse. „Die Menschenrechtsgruppen trugen trotz ihrer geringen Zahl – das MfS zählte 1988 DDR-weit zehn Gruppen – erheblich zur Politisierung der Opposition“ und zur Bildung der Bürgerrechtsbewegung bei.
Der Vorwurf der aktiven Staatsfeindlichkeit konnte von den Gruppen mit dem Hinweis abgewehrt werden, der DDR-Bürger müsse glauben dürfen, die DDR-Regierung wolle die Weltöffentlichkeit nicht vorsätzlich täuschen. Die Methode geht – im aufklärerischen Sinne Kants – von der (falschen) Annahme einer dem Bürger wohlwollenden Regierung aus, um die real existierenden Verhältnisse legalistisch kritisieren zu können. Auf diese Weise wurde ein offensiver Umgang mit Mitläufern, Sympathisanten und Nutznießern des Despotismus der stalinistischen Staatsklasse möglich.

## Geschichte 1986 bis 1989
Im September 1986 hatte Steffen Gresch in seine Wohnung in Leipzig zu einer Lesung mit Peter Grimm von der Initiative Frieden und Menschenrechte (Berlin) eingeladen. Im Anschluss daran diskutierten Andrea Stefan, Beate Schade, Steffen Gresch, Oliver Kloss u. a. mit dem ebenfalls anwesenden Pfarrer Christoph Wonneberger (Lukasgemeinde Leipzig) über die Gründung einer subversiven Gruppe. Diese sollte nach dem Vorbilde der Charta 77 Verletzungen der Menschenrechte in der DDR und im Ostblock öffentlich machen.
Der Antrag zur Aufnahme in den Leipziger Synodalausschuss erforderte bald einen offiziellen Namen. Angesichts der geringen Zahl der Gründungsmitglieder hätte die Übernahme des Namens der von Georg Büchner einst gegründeten Gesellschaft für Menschenrechte anmaßend erscheinen können, so einigte sich die Gruppe im Dezember 1986 auf die einfache Bezeichnung Arbeitsgruppe Menschenrechte.
Mit der Veranstaltung „Das Menschenrecht Meinungsfreiheit im Gespräch“ wandte sich die AG Menschenrechte im Mai 1987 erstmals an die Öffentlichkeit. Danach stieg die Zahl der Beteiligten stark an. So fanden Frank Richter, Susann Labitzke, Christoph Motzer, Steffen Kühhirt, Dagmar Böhme, Kathrin Walther, Johannes Fischer, André Engelhardt, Rainer Müller und andere zur Gruppe.
Ab Herbst 1987 setzte sich die AG Menschenrechte für einen Sozialen Friedensdienst als Alternative sowohl zum bewaffneten Wehr- wie zum uniformierten Bausoldatendienst ein. Diese Forderung nach Anerkennung eines zivilen Wehrersatzdienstes hatte Pfarrer Christoph Wonneberger bereits in seiner Dresdner Zeit an der Weinbergskirche über die Öffentlichkeit der Kirche hinaus bekannt gemacht.
Die AG Menschenrechte arbeitete in diesem Sinne auch in dem von Heiko Lietz moderierten und in der Samariterkirche zu Berlin veranstalteten „DDR-weiten Arbeits- und Koordinierungskreis zum Wehrdienstproblem“ von „Frieden konkret“ mit, vertreten durch Oliver Kloss, Steffen Kühhirt, Christoph Motzer, Frank Richter und Uwe Szynkowski.
Gewählte Sprecher 1989: Johannes Fischer, Steffen Kühhirt und Frank Richter.
Die Gemeindebibliothek der Lukasgemeinde überraschte die Besucher mit einem Beitrag zum Menschenrecht der Informationsfreiheit. Sie bot einen wachsenden Bestand von Literatur, die in staatlichen DDR-Bibliotheken nicht (bzw. nur mit offizieller Erlaubnis „zum wissenschaftlichen Gebrauch“) gelesen werden konnte und sogar Samisdat-Schriften aus dem organisierten künstlerischen wie politischen Widerstand aus mehreren Ostblock-Staaten.
1988 beförderte die AG Menschenrechte mit dem Arbeitskreis Gerechtigkeit Leipzig die Gründung der überregional arbeitenden Arbeitsgruppe zur Situation der Menschenrechte in der DDR. Zum Tag der Menschenrechte, am 10. Dezember 1988, erschien deren Gründungsaufruf mit Kontaktadressen von Jena bis Güstrow.
In Zusammenarbeit mit dem Arbeitskreis Gerechtigkeit Leipzig wurden Informationen und Samisdat-Literatur erstellt und illegal vervielfältigt. Einen Überblick zur Dichte der Ereignisse und Auseinandersetzungen mit dem Staatsapparat und kirchenleitenden Persönlichkeiten in den letzten Jahren der DDR bietet die „Leipziger Chronik“, die in der Samisdat-Dokumentation „Die Mücke“ 1989 begonnen und später ergänzt worden ist.
In enger Zusammenarbeit mit dem konspirativ strukturierten Arbeitskreis Gerechtigkeit Leipzig organisierte die AG Menschenrechte neben dem offiziellen Kirchentag den „statt-Kirchentag“ 1989 in der Lukaskirche mit internationaler Beteiligung, z. T. dokumentiert im Samisdat „Forum für Kirche und Menschenrechte“.
Die AG Menschenrechte gehörte zu den drei subversiven Gruppen Leipzigs, die den Appell zur Gewaltlosigkeit für den entscheidenden 9. Oktober 1989 beschlossen, als Flugblatt verbreitet und in den Kirchen der Innenstadt verlesen haben.
Nach den gelungenen Massendemonstrationen im Oktober 1989 zerfiel das Zweckbündnis des organisierten Widerstandes gegen den DDR-Staat. Das Ziel war erreicht, der schnelle Erfolg überraschte die Akteure vielleicht am stärksten: Der Weg in den Rechtsstaat und in den pluralistischen Parlamentarismus einer marktförmigen Wirtschaftsordnung war ab November einstweilen unumkehrbar.
Mithin war der Weg in die staatliche Vereinigung offen, denn wodurch hätte sich die Existenz des Teilstaates weiter begründen lassen?
Mitarbeiterinnen und Mitarbeiter der AG Menschenrechte wirkten in verschiedenen Organisationen der Bürgerrechtsbewegung wie in den sich neu gründenden Parteien mit. Die AG Menschenrechte stellte ihre Arbeit im November 1989 ein; mehrheitlich traten die Mitwirkenden in die bereits zuvor auch in Leipzig gegründete einstige Vorbild-Organisation Initiative Frieden und Menschenrechte ein.

## Fernseh- und Radio-Dokumentation
- Peter Grimm/Frank Wolfgang Sonntag: Der Einfluss des Theologischen Seminars Leipzig auf die Bürgerrechtsbewegung der DDR im Magazin FAKT der ARD vom 7. Oktober 2014, 21:45 Uhr.
- Pfarrer. Spitzel. Bürgerrechtler: Kirche in der DDR, ein Film von Angelika Schmidt-Biesalski im Auftrage des ZDF 2016.
- Ein Land wird abgewickelt. Vierteilige Radiodokumentation von Gabriele Knetsch, Teil 1 mit Oliver Kloss, Rainer Müller, Frank Richter und Christoph Wonneberger, BR, Ausstrahlung ab 4. September 2020.